# SGR 0418+5729
SGR 0418+5729 とは、地球から見てきりん座の方向に約6500光年離れた位置にあるマグネターである。当初は通常より弱い磁場を持つマグネターとして発見されたが、後の観測で極めて強い局所磁場が発見された。

## 概要
SGR 0418+5729 は2009年6月5日にフェルミガンマ線宇宙望遠鏡によって発見された。その後、RXTE 、スウィフト、チャンドラX線観測衛星の観測によって、9.1秒の自転周期を持つこと、マグネターとしては極めて弱い双極磁場を持っている事が分かった。その強さは6億Tと、典型的なマグネターの1%程しかなかった。
その後の3年間の観測では、SGR 0418+5729 がマグネターとしての活動を示すX線バーストやフレアは観測されていたため、弱い磁場は謎とされていた。

## 局所磁場
2009年8月12日に0.2keVから10keVの範囲で約20時間 XMM-Newton によって観測されたデータを中心に、RXTE を加えて分析した結果、一時的にX線の量が少なくなるタイミングがある事が判明した。これは自転周期と一致している。このことから、直径20km程度の SGR 0418+5729 の表面に数百m程度の強い局所磁場が存在するのではないかと推定された。このような局所磁場の観測は初めてである。その強さは100億Tから1000億Tと推定された。これは双極磁場の100倍以上であり、双極磁場で、発見されている中で最も強い磁場を持つ SGR 1806-20 にも匹敵するものであった。